# Georges Vidal
Pour les articles homonymes, voir Vidal.

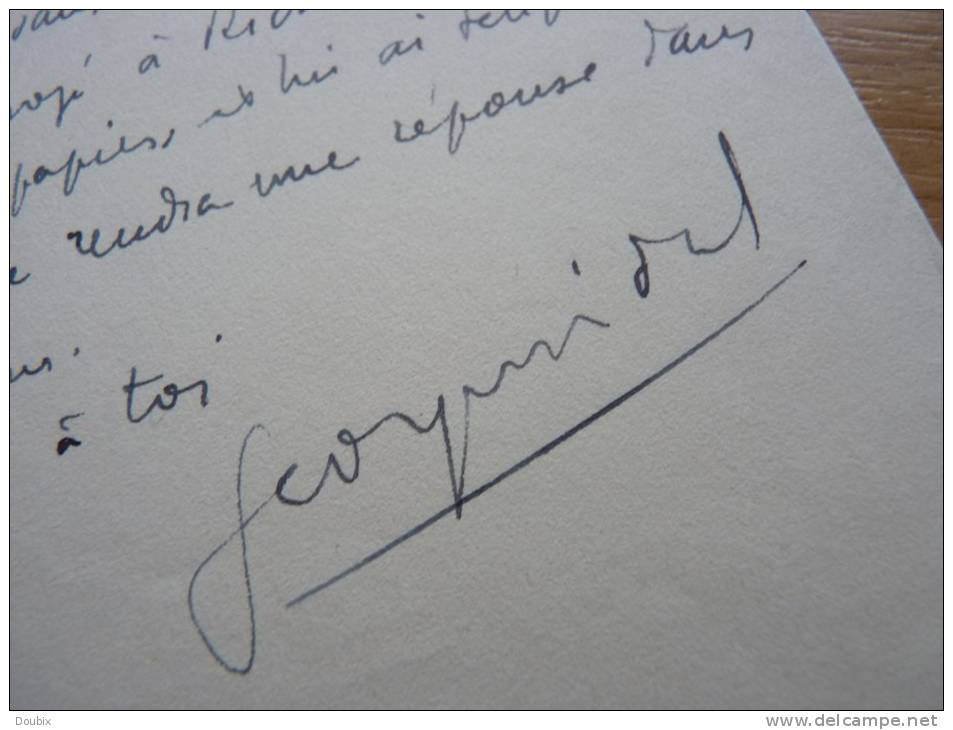
Signature de Georges Vidal (date inconnue).

Georges Vidal (Guérigny (Nièvre), 24 avril 1903 – Paris, 13 novembre 1964), est un correcteur d'imprimerie, romancier, poète et militant anarchiste.

## Biographie
Georges Vidal fut correcteur, romancier et militant anarchiste. Il est administrateur du journal Le Libertaire lors de l'affaire Philippe Daudet.
Il est l'auteur de romans d'aventure publiés notamment chez Ferenczi et de romans policiers publiés aux Éditions du Fleuve noir.
Il a publié sous de nombreux pseudonymes : Georges de Guérigny, Jorge Jimenez, Jorge El Macho, Edward G. Georgie, Georgie Val, Georges-Marie Valentin...
Il contribue à l'Encyclopédie anarchiste, initiée par Sébastien Faure, publiée en quatre volumes, entre 1925 et 1934

## Œuvre

### Romans signés Georges Vidal
- Le Clos des morts silencieuses, Éditions de France coll. « À ne pas lire la nuit » no 79, 1936
- Terreur à bord, Éditions de France coll. « À ne pas lire la nuit » no 84 1936
- La Vallée de la mort qui rôde, Éditions de France coll. « À ne pas lire la nuit » no 87, 1936
- La Maison cernée, Éditions des Loisirs, 1938
- Le Yacht sanglant, J. Dupuis, fils et Cie coll. « verte. Aventures » no 6, 1938, réédition Éditions La Bruyère coll. « La Cagoule » no 31, 1947
- Cadavre inconnu, Société parisienne d'édition coll. « Police-Roman » no 34, 1938
- Le Suspect, Société parisienne d'édition coll. « Aventures et voyages » no 4, 1939
- L'Homme qui doit mourir, Société parisienne d'édition coll. « Aventures et voyages » no 4, 1939
- Mort en escale, Société parisienne d'édition coll. « Police-Roman » no 52, 1939
- La Femme égorgée, Société parisienne d'édition coll. « Police-Roman » no 61, 1939
- L'Esclave blonde de Shangaï, Société parisienne d'édition coll. « Police-Roman » no 78, 1939
- L'Espionne assassinée, Société parisienne d'édition coll. « Police-Roman » no 87, 1940
- L'Attentat de minuit, 1940
- Crime pendant l'alerte, Société parisienne d'édition coll. « Police-Roman » no 104, 1940
- Attentat au-delà de Suez, Société anonyme générale d'éditions coll. « Qui ? » no 2, 1942
- L'Étrange Fin de Mme Lopez, Éditions Chantal coll. « Verte » no 5, 1944
- Le Mystère du "Pétrel", Éditions Gutenberg coll. « L'Intrigue » no 4, 1944
- La Vallée des eaux-mortes, Société parisienne d'édition coll. « Aventures et voyages » no 4, 1944
- L'aventure est à bord, Éditions Colbert coll. « Le Mot de l'énigme », 1945
- On a volé un cimetière, 1945
- L'Extravagante Aventure, 1945
- Les Quatre nuits des quatre chemins, Éditions Colbert coll. « Le Mot de l'énigme », 1946
- Le Visiteur nocturne, Éditions Gutenberg coll. « L'Intrigue » no 16 1946
- Intrigue à Penang, Éditions France-Empire coll. « La Fouine », 1948
- Croisière pour l'inconnu, Les Deux sirènes coll. « Laque et or », 1948
- La Maîtresse rouge, Les Deux sirènes coll. « Laque et or », 1948
- Ouragan, Albin Michel, 1949
- Homme à femmes, Éditions de la Pensée moderne coll. « Tropiques », 1957
- Payable en or ou en plomb, Ferenczi & fils coll. « Feux rouges » no 15, 1959
- Carrefour des refroidis, Ferenczi & fils coll. « Feux rouges » no 23, 1959
- Pacte de décès, Fleuve noir coll. « Espionnage » no 221, 1960
- Latitude mort, Fleuve noir coll. no 238, 1960
- Raison funèbre, Fleuve noir coll. no 313, 1962
- La Nuit des hommes, Fleuve noir coll. « Spécial Police » no 262, 1962
- À un cheveu, Fleuve noir coll. « Spécial Police » no 297, 1962
- Plein Tarif, Fleuve noir coll. « Spécial Police » no 320, 1962
- Réaction de grâce, Fleuve noir coll. « Spécial Police » no 351, 1963
- Feu vert, Fleuve noir coll. « Spécial Police » no 403, 1964
- Terreur sur la personne, Fleuve noir coll. « Spécial Police » no 441, 1965
- Tension de famille, Fleuve noir coll. « Spécial Police » no 460, 1965

### Romans signés Georgie Val
- Crime sur mesures Éditions du Puits-Pelu coll. « Le Glaive » no 126, 1957
- Trois coups de poignard Éditions du Puits-Pelu coll. « Le Glaive » no 139, 1958

### Romans signés Edward G. Georgie
- Chassis en balade, Éditions Jacquier coll. « La Loupe » no 70, 1958

### Romans signés Jorge Jimenez
- Les crabes ont faim, Presses de la Cité coll. no 72, 1961
- Contrainte par mort, Presses de la Cité coll. no 96, 1961
- Maux croisés, Presses de la Cité coll. no 106, 1961
- Prise de corps, Presses de la Cité coll. no 127, 1962
- À fleur de pot, Presses de la Cité coll. no 151, 1962

### Romans de littérature d'enfance et de jeunesse signés Jorge El Macho
- Le Rancho de l'effroi, Éditions Tallandier, 1932
- Les Chasseurs de trésors, Éditions Tallandier, 1933
- Les Contrebandiers de Shanghaï, Éditions Rouff, 1933
- Le Drame étrange du "Wangpoo", Maison de la bonne presse, 1933
- L'Empereur de la brousse, Éditions Tallandier, 1933
- Les Ravisseurs de l'Amazone, Éditions Rouff coll. « Romans pour la jeunesse » no 38, 1933
- En plein mystère, Éditions Rouff coll. « Romans pour la jeunesse » no 43, 1933
- L'Île aux étranges morts, Éditions Tallandier, 1933
- Les Parias de l'Amazone, Éditions Tallandier, 1933
- Le Pirate ailé, Éditions Rouff coll. « Romans pour la jeunesse » no 53, 1933
- Le Drame du poste 4, Éditions Rouff coll. « Romans pour la jeunesse » no 66, 1934
- L'Énigme des sables, Éditions Rouff coll. « Romans pour la jeunesse » no 74, 1934
- Contrebandiers malgré eux, Éditions Rouff coll. « Romans pour la jeunesse » no 87, 1934
- L'Expédition du "Risque-tout", Éditions Rouff coll. « Romans pour la jeunesse » no 100, 1934
- L'Iceberg mécanique, Éditions Rouff coll. « Romans pour la jeunesse » no 115, 1934
- Une étrange disparition, Éditions Rouff coll. « Romans pour la jeunesse » no 137, 1935
- La Chasse au trésor, Éditions Rouff coll. « Romans pour la jeunesse » no 146, 1935
- L'Exploit de Bamboula, Éditions Rouff, 1935
- La Terre des poisons, Maison de la bonne presse coll. « Bayard » no 163, 1935
- La Captive des glaces, Maison de la bonne presse coll. « Bayard » no 165, 1935
- La Brousse vengeresse, Maison de la bonne presse coll. « Bayard » no 181, 1935
- Les Loups du pôle, Éditions Rouff coll. « Romans pour la jeunesse » no 183, 1936
- Le Cargo maudit, Éditions Rouff coll. « Romans pour la jeunesse » no 200 1936
- La Ferme maudite, Éditions Rouff coll. « Romans pour la jeunesse » no 219, 1936
- L'Archipel hanté, Maison de la bonne presse coll. « Bayard » no 209, 1936
- Mimi l'orgueilleuse, Éditions Rouff coll. « Le Roman du jeudi » no 108, 1936
- Le Petit Roi de la forêt, Éditions Rouff, 1936
- L'Énigme de Six-Fours, Maison de la bonne presse coll. « L'Arc-en-ciel » no 2, 1937
- Toto Ier, empereur, Éditions Rouff coll. « Le Roman du jeudi » no 153, 1937
- Le Mousse de Christophe Colomb, Éditions Rouff coll. « L'Histoire vécue » no 6, 1937
- Panique sur Shanghai, Maison de la bonne presse, 1938
- La Randonnée farouche, Maison de la bonne presse coll. « L'Arc-en-ciel (collection) » no 25, 1939

### Autres ouvrages
- Quelques rimes, 1919
- Han Ryner : l'Homme et l'œuvre, Librairie internationale, 1924
- Comment mourut Philippe Daudet, Éditions de l'Épi, 1925
- Six-Fours : Bourgade provençale, Humbles, 1925
- Jules le bienheureux, Humbles, 1926
- L'Horrible Crime des sœurs Papin, 1952
- Georges de Guérigny. Libertés provisoires Éditions de la Corne d'or, 1954

### Textes anarchistes
- Textes sur le site La Presse anarchiste, lire en ligne

## Adaptation
- 1948 : Croisière pour l'inconnu, film de Pierre Montazel, d'après L'aventure est à bord, paru en 1945.

## Sources
- « notice biographique », Dictionnaire des anarchistes, « Le Maitron ».
- « notice biographique », Dictionnaire international des militants anarchistes.
- René Bianco, 100 ans de presse anarchiste : notice.
- Claude Mesplède (dir.), Dictionnaire des littératures policières, vol. 2 : J - Z, Nantes, Joseph K, coll. « Temps noir », 2007, 1086 p. (ISBN 978-2-910-68645-1, OCLC 315873361).